# Wurmbea stellata
Wurmbea stellata är en tidlöseväxtart som beskrevs av Robert J. Bates. Wurmbea stellata ingår i släktet Wurmbea och familjen tidlöseväxter. Inga underarter finns listade i Catalogue of Life.